# Hesperiphona
Hesperiphona – rodzaj ptaków z rodziny łuszczakowatych (Fringillidae).

## Występowanie
Rodzaj obejmuje gatunki występujące w Ameryce Północnej – od środkowej Kanady po Gwatemalę.

## Morfologia
Długość ciała 16–21,5 cm, masa ciała 46–71,7 g.

## Systematyka

### Etymologia
Nazwa rodzajowa jest połączeniem słów z języka greckiego: ἑσπερος hesperos – „wieczór” oraz φωνη phōnē – „dźwięk, płacz” (φωνεω phōneō – „mówić” (por. φωνος phōnos – „głośnomówiący”)).

### Gatunek typowy
Fringilla vespertina Cooper

### Podział systematyczny
Do rodzaju należą następujące gatunki:
- Hesperiphona vespertina Cooper, W, 1825 – grubodziób białoskrzydły
- Hesperiphona abeillei (Lesson, 1839) – grubodziób czarnogłowy